# Ramnoza
Ramnoza (Rham) je dezoksi šećer koji se javlja u prirodi. Ona se može klasifikovati kao bilo metil-pentoza ili 6-deoksi-heksoza. Ramnoza se javlja u prirodi u svojoj L-formi kao L-ramnoza (6-dezoksi-L-manoza). To je neuobičajeno, pošto su većina prirodnih šećera u D-formi. Izuzeci su metil pentoze L-fukoza i L-ramnoza i pentoza L-arabinoza.
Ramnoza može biti izolovana iz pasjakovine i biljki iz genusa Uncaria.

## Spoljašnje veze
- „Upotreba L-ramnoze u studijama ireverziblne apsorpcije bakteriofaga ”.